# Toulouse Football Club 2010-2011
Questa voce raccoglie le informazioni riguardanti il Toulouse Football Club nelle competizioni ufficiali della stagione 2010-2011.

## Rosa
| N. |                       | Ruolo | Calciatore               |
| -- | --------------------- | ----- | ------------------------ |
| 1  | Francia (bandiera)    | P     | Mathieu Valverde         |
| 2  | Francia (bandiera)    | D     | Mohamed Fofana           |
| 3  | Francia (bandiera)    | D     | Daniel Congré            |
| 4  | Argentina (bandiera)  | D     | Mauro Cetto              |
| 5  | Portogallo (bandiera) | C     | Paulo Machado            |
| 6  | Francia (bandiera)    | C     | Antoine Devaux           |
| 7  | Guinea (bandiera)     | A     | Fodé Mansaré             |
| 8  | Francia (bandiera)    | C     | Étienne Didot            |
| 9  | Francia (bandiera)    | A     | Yannis Tafer             |
| 11 | Paraguay (bandiera)   | A     | Federico Santander       |
| 12 | Senegal (bandiera)    | D     | Cheikh M'Bengue          |
| 13 | Camerun (bandiera)    | D     | Dany Nounkeu             |
| 14 | Francia (bandiera)    | C     | Pantxi Sirieix           |
| 16 | Francia (bandiera)    | P     | Marc Vidal               |
| 17 | Camerun (bandiera)    | D     | Jean-Joël Perrier-Doumbé |
| 18 | Danimarca (bandiera)  | A     | Søren Larsen             |

| N. |                     | Ruolo | Calciatore          |
| -- | ------------------- | ----- | ------------------- |
| 21 | Uruguay (bandiera)  | D     | Adrián Gunino       |
| 21 | Francia (bandiera)  | A     | André-Pierre Gignac |
| 22 | Francia (bandiera)  | C     | Moussa Sissoko      |
| 22 | Francia (bandiera)  | A     | Xavier Pentecôte    |
| 25 | Norvegia (bandiera) | A     | Daniel Braaten      |
| 26 | Francia (bandiera)  | C     | Wissam Ben Yedder   |
| 27 | Francia (bandiera)  | C     | Franck Tabanou      |
| 28 | Francia (bandiera)  | D     | Florian Aigouy      |
| 29 | Francia (bandiera)  | C     | Étienne Capoue      |
| 30 | Francia (bandiera)  | P     | Yohann Pelé         |
| 31 | Francia (bandiera)  | P     | Ali Ahamada         |
| 32 | Marocco (bandiera)  | D     | Rédah Atassi        |
| 33 | Francia (bandiera)  | D     | Mickaël Firmin      |
| 34 | Francia (bandiera)  | D     | Adrien Regattin     |
| 35 | Francia (bandiera)  | A     | Ahmed Soukouna      |
| 40 | Panama (bandiera)   | P     | Luis Mejía          |

## Risultati

### Ligue 1

#### Girone di andata
| Arbitro: | Rainville |

|                                |           |  |
| Braaten 35’ Machado 85’ (rig.) | Marcatori |  |

| Arbitro: | Piccirillo (Martigues) |

|            |           |                          |
| Plašil 48’ | Marcatori | 45'+3’ Braaten 83’ Didot |

| Arbitro: | Jaffredo (Vannes) |

|                       |           |                |
| Braaten 36’ Didot 62’ | Marcatori | 64’ Dja Djedje |

| Arbitro: | Malige (Nîmes) |

|  |           |                           |
|  | Marcatori | 69’ Capoue 90'+3’ Tabanou |

| Arbitro: | Cailleux (San Quintino) |

|  |           |             |
|  | Marcatori | 34’ Batlles |

| Fontvieille 18 settembre 2010, ore 19:00 CEST 6ª giornata | Monaco              | 0 – 0 referto | Tolosa | Louis II (6.070 spett.)\| Arbitro: \| Fautrel (Avranches) \| |
| Arbitro:                                                  | Fautrel (Avranches) |               |        |                                                              |

| Arbitro: | Bré (Saint-Brieuc) |

|            |           |              |
| Devaux 75’ | Marcatori | 27’ Gervinho |

| Arbitro: | Buquet (Amiens) |

|                                    |           |  |
| Danzé 45’ Mangane 77’ Marveaux 81’ | Marcatori |  |

| Arbitro: | Jaffredo (Vannes) |

|  |           |                      |
|  | Marcatori | 11’ Sakho 56’ Erdinç |

| Arbitro: | Gautier |

|                |           |                           |
| Tulasne 90'+1’ | Marcatori | 73’, 89’ Congré 80’ Cetto |

| Arbitro: | Varela (Brittany) |

|                   |           |           |
| Machado 6’ (rig.) | Marcatori | 28’ Yahia |

| Arbitro: | Malige (Nîmes) |

|                              |           |  |
| Ljuboja 17’ Ben Saada 90'+2’ | Marcatori |  |

| Arbitro: | Chapron (Flers) |

|            |           |  |
| Giroud 20’ | Marcatori |  |

| Arbitro: | Duhamel (Rouen) |

|  |           |          |
|  | Marcatori | 88’ Ayew |

| Arbitro: | Vileo (Villeneuve-sur-Lot) |

|            |           |                          |
| Traoré 56’ | Marcatori | 8’ Braaten 35’ Santander |

| Arbitro: | Lannoy (Boulogne-sur-Mer) |

|               |           |  |
| Santander 65’ | Marcatori |  |

| Arbitro: | Rainville |

|                    |           |  |
| López 5’ Gomis 35’ | Marcatori |  |

| Arbitro: | Moreira (Belfort) |

|                                       |           |  |
| Machado 15’, 60’ (rig.) Santander 67’ | Marcatori |  |

| Arbitro: | Bien |

|                         |           |             |
| Angoua 44’ Danic 45'+2’ | Marcatori | 35’ Sissoko |

#### Girone di ritorno
| Arbitro: | Fautrel (Avranches) |

|             |           |  |
| Tabanou 28’ | Marcatori |  |

| Arbitro: | Cailleux (San Quintino) |

|               |           |             |
| Sako 18’, 32’ | Marcatori | 51’ Tabanou |

| Arbitro: | Cailleux (San Quintino) |

|                  |           |  |
| Sissoko 48’, 76’ | Marcatori |  |

| Arbitro: | Bien |

|                             |           |  |
| Gervinho 75’ de Melo 90'+5’ | Marcatori |  |

| Arbitro: | Vileo (Villeneuve-sur-Lot) |

|                                |           |                                  |
| Théophile-Catherine 61’ (aut.) | Marcatori | 45'+2’ M'Vila 88’ (rig.) Montaño |

| Arbitro: | Malige (Nîmes) |

|                              |           |             |
| Armand 28’ Gunino 38’ (aut.) | Marcatori | 62’ Tabanou |

| Arbitro: | Ben El Hadj |

|  |           |           |
|  | Marcatori | 64’ Maiga |

| Arbitro: | Bré (Saint-Brieuc) |

|  |           |               |
|  | Marcatori | 75’ Santander |

| Arbitro: | Varela |

|               |           |                     |
| Santander 27’ | Marcatori | 90'+3’ (aut.) Cetto |

| Arbitro: | Bien |

|  |           |            |
|  | Marcatori | 75’ Camara |

| Arbitro: | Jaffredo (Vannes) |

|                     |           |                          |
| Rémy 30’ Gignac 84’ | Marcatori | 45'+2’ Braaten 61’ Cetto |

| Arbitro: | Coué (Marsiglia) |

|  |           |              |
|  | Marcatori | 90'+2’ Dudka |

| Arbitro: | Rainville |

|             |           |                    |
| Hamouma 29’ | Marcatori | 39’ (rig.) Sissoko |

| Arbitro: | Fautrel |

|                               |           |  |
| Cetto 29’ Cissokho 68’ (aut.) | Marcatori |  |

| Lorient 7 maggio 2011, ore 19:00 CEST 34ª giornata | Lorient        | 0 – 0 referto | Tolosa | Stade du Moustoir (15.705 spett.)\| Arbitro: \| Malige (Nîmes) \| |
| Arbitro:                                           | Malige (Nîmes) |               |        |                                                                   |

| Tolosa 11 maggio 2011, ore 19:00 CEST 35ª giornata | Tolosa          | 0 – 0 referto | Valenciennes | Stadium Municipal (17.475 spett.)\| Arbitro: \| Buquet (Amiens) \| |
| Arbitro:                                           | Buquet (Amiens) |               |              |                                                                    |

| Arbitro: | Varela (Brittany) |

|            |           |  |
| Ghilas 20’ | Marcatori |  |

| Arbitro: | Coué (Marsiglia) |

|                      |           |  |
| Cetto 27’ Capoue 27’ | Marcatori |  |

| Arbitro: | Lannoy (Boulogne-sur-Mer) |

|  |           |                   |
|  | Marcatori | 3’, 63’ Pentecôte |

### Coppa di Francia
| Arbitro: | Malige (Nîmes) |

|             |           |                       |
| Mansaré 66’ | Marcatori | 23’ Touré 50’ Vincent |

### Coppa di Lega francese
| Arbitro: | Varela |

|                            |           |             |
| Lorca 30’ Atık 115’ (rig.) | Marcatori | 77’ Sissoko |